# Superhot
『Superhot』（SUPERHOTと表記される、スーパーホット）は、Superhot Teamが開発し販売している同人系のファーストパーソン・シューティングゲームである。
主に銃などを使って敵を倒していく一般的なファーストパーソン・シューティングゲームの特徴に加えて、プレイヤーが動いている時のみ時間が動くという特徴を持ち、これによってプレイヤーはストラテジーゲームのように状況把握と対処をすることができるようになる。ゲーム内の物体の表現は最低限のものとなっており、敵は赤、武器は黒、それ以外のものは白か灰色であらわされる。
このゲームの初発は2013年の7 Day FPS Challengeの作品であり、Superhot Teamは2013年9月にブラウザで動くデモバージョンを公開した。大きな注目を集めたため完全版を作ることとなり、その目的達成のためにKickstarterでの資金調達が始まった。
Superhotは、2016年2月25日にMicrosoft Windows、OS X、Linux向けに、2016年3月3日にXbox One向けに販売開始された。Oculus Riftを使ったVRバージョンであるSuperhot VRは2016年12月5日に販売開始された。ゲームに対する評価は良好で、ファーストパーソン系のゲームに新たな道を作ったと支持されている。

## ゲームプレイ
ゲームプレイは単純明快で、襲ってくる敵を倒すだけである。プレイヤーが扱える銃には弾数制限があり、弾が切れたら敵から銃を奪うか、殴って倒す必要がある。プレイヤーは一回でも攻撃を受けると死亡し、リスタートとなる。これらのことはほとんどのシューティングゲームと同様である。
本ゲームの最大の特徴として、プレイ時の時間の流れはとても遅く、プレイヤーが動いたり攻撃したりした時のみ時間の流れが普通になる。ゲーム内ではこれを"Time Moves Only When You Move"と表現している。プレイヤーはこの時間感覚を使って弾丸を避けたり状況を改善したりできる。
当初このゲームは3ステージで終わるブラウザゲームであったが、完全版にするにあたり、Superhot Teamは『Portal』に合わせて30ステージ程のストーリーモードを作ることに決めた。完全版では、新たな武器として爆弾やビリヤードボールなどの使い捨ての投擲アイテムが追加された他、敵の挙動が変化しプレイヤーと同じように弾丸を避けようとするようになった。初期のバージョンでは武器は自動的に拾われたが、完全版では自主的に拾うか奪う必要がある。さらに完全版ではジャンプが可能となった。ジャンプボタンが押されている間は時間の流れは遅いままなので、空中戦をすることができる。
ストーリーモードの終盤では、プレイヤーは敵と「ホットスイッチ」する能力を使えるようになる。この能力を使うと、視点がその敵に移動し、元の体は死ぬ。この能力で避けきれない弾丸から逃げることができるようになるが、頻繁には使えず、その敵が持っていた武器は強制的に捨てられる。
ストーリーモードのほかに、完全版では敵が無限に襲ってくる「エンドレス」モードと、ストーリーモードのステージを時間や武器を制限してクリアする「チャレンジ」モードが追加された。最終版ではSNS用に動画を取るためのリプレイ機能も追加された。

## 開発
Superhotの初発は、2013年8月に開催された7 Day FPS Challengeという、プログラマが一週間以内に完結したゲームを作る企画で作られた作品である。SuperhotのディレクターPiotr Iwanickiは、『Time4Cat』というフラッシュゲームにインスパイアされたと発言している。『Time4Cat』は、猫が交通量の多い交差点に落ちている食べ物をかき集めるという内容のゲームで、猫を操作している時にしか時間は進まない。その他、2013年にロシアのバンドBiting Elbowsがリリースした『Bad Motherfucker』という曲のPVからもインスパイアされたという。そのPVの内容は、人質となった国家スパイがパルクールやガンプレイで脱出する光景を、一人称で見るというものである。こうしたアイデアを合わせたのが最初の作品となった。作品名は、ゲームの特徴を表す「積極的」と「強烈」を意味するsuperとhotを合わせたものとなった。
Challengeの作品の3ステージは別々のコンピュータで開発されており、一つに合わせる時間がなかったため、エピソディックな作品として終わった 。2013年9月に修正を加えたフリーブラウザゲームが公開されたときには、プレイヤーから多くの関心を集めた。さらにSteam Greenlightにも登録された。一週間もしない内に、Valveからリリースの承認を得た。少なくともその時には最速の記録である。Iwanickiは、デモバージョンに対する高い評価は『Doom』の頃から変わらないファーストパーソン・シューティングのシステムに革命がほしいと、プレイヤーが思っている結果であると述べている。また、Superhotはしばしばパズルゲームのようだとも言われるが、基本的に答えが一つしかないパズルゲームと違い、Superhotはその場で直感的に戦略を作るという点でアクションゲームの名残があるとIwanickiはコメントしている。
2014年5月に、デザインの改良、新ステージやOculus RiftによるVRのサポートを含めた完全版をリリースするためKickstarterによる資金調達が始まった。Steam Greenlightの通過後すぐに始める予定ではあったが、クラウドファンディングの成功を確実にするためにより改良してからの開始となった。改良には刀で向かってくる弾丸を一刀両断するなども含まれる。ところがKickstarterで資金調達する際、ポーランド国内からではその時それができないことが問題となった。しかし問題解決の間、その時間を使ってよりゲームの見栄えをよくできたことが不幸中の幸いであった。目標金額に一日で到達したため、アニメーションの改良やリプレイの実装を含めた追加目標が設定された。開発プログラマの一人Luke Spierewkaは、ウェブデモンストレーションで実際にゲームのシステムを体験できたことが、クラウドファンディングの成功に繋がったとしている。最終的に23万ドル以上が投資され、強くてニューゲームモードが追加されることとなった。Cliff Bleszinskiは、Kickstarterの寄付の報酬としてステージを設計する権利を手に入れた。
アートディレクターのMarcin Surmaによると、Superhotの配色は設計段階から最小限のものにされていたという。白を環境、黒をプレイヤーが扱える物体、赤を敵として表す。この配色は7 day FPS Challengeの開発段階から、ゲームプレイの設計に開発者が専念するため決められていた。SurmaはChallengeの時には開発に参加していないが、同じ理由でこの配色を使ってデザインした。さらにプレイヤー目線でも、ファーストパーソン・シューティングで状況把握は重要という意味で、この配色は都合がよかった。Iwanickiは、ゲーム戦略を考えるのに必要最低限の「読みやすさ」で、かつゲームの雰囲気を十分に伝えられる配色だとしている。Surmaは、MS-DOSやAmigaが使われていた頃の1990年代を再現するアイデアを思い付いた。この結果、インターフェースの表現がNorton Commanderのようになった。これについてSurmaはIwanickiを説得した。Surmaは、ゲーム内の対比構造として、環境色と全く違う色をした敵の姿と、コンソール画面のようなメニューに対する3Dゲームのアクション性を重ねている。
2014年のゲームズコムで、マイクロソフトはSuperhotのXbox One版をID@Xbox経由で公開することを発表した。SuperhotはMicrosoft Windows、OS X、Linux向けに2016年2月25日に、Xbox One向けに3 May 2016年3月3日に販売開始された。パッケージ版はIMGN.PROが販売している。
新たなステージやゲームプレイを追加するダウンロードコンテンツが2016年内にリリースされる予定だった。

### Superhot VR
2014年開催のElectronic Entertainment Expoで、Oculus Riftを使ったバーチャルリアリティ(VR)版のプロトタイプが展示された。体を傾けるとプレイヤーの姿勢も傾くが、振り向くことは自由に出来る。このデモンストレーションを体験した人は、まるで『マトリックス』のネオやモーファイスになったような気分になったと語っており、Riftの新たな使い方を表した。
VR版が作れる程の、Kickstarterでの資金調達が成功した後、開発者チームはSuperhot VRとして最高の体験を提供するにはゲームを一から作り直さなければならないことに気づいた。当初は同じステージを使いまわす予定であったが、VRでは閉所恐怖を感じるようなステージがあり、いくつかのステージは新たに差し替えられた。VRは頭と手の情報しかコンピュータに伝えないので、プレイヤーの当たり判定に工夫が必要であった。判定がある胴体部分は計算で求められている。ゲームのストーリーがVRに深く関わっていることもあって、VR版には念入りな調整がされた。開発者の一人Tomasz Kacmarczykは、通常版と違いVR版というものは「完全にゲームの中に入っている」感覚を生み出す必要があるとしている。Oculus Riftの開発元のOculus VRは、開発支援を約束する代わりに独占契約を結んだ。2016年12月5日に販売開始されたSuperhot VRのプレイにはOculus Touchが必要である。Oculus TouchでプレイできるSuperhot VRは、2016年12月5日にデバイスと共に販売開始された。 開発者チームはHTC Viveバージョンの開発も視野に入れている。
Oculus VRは、2016年4月にOculus用のゲームのプレイにはRiftしか使えないようにするデジタル著作権管理を適用しようとした際に物議をかもした。「Revive」と呼ばれるHTC Viveでプレイできるようにするツールを差し止めるためである。Oculusは最終的に2016年6月にデジタル著作権を消すこととなった。しかし、この一連の騒動の影響はSuperhot VRにも及んだ。Steamなどの販売サイトではこのことを理由とするが負の評価が増えた。Superhotの開発チームは、Oculusの支援が無ければSuperhot VRもそこまで精錬されることはなかったことを強調し、他のVRシステムに対応する意気込みもあるとしている。

### カードゲーム
Superhot Teamは、カードゲームAgent Deckerの開発者Manuel Correiaと協力して、Superhotカードゲームを製作している。2017年1月からKickstarterによるクラウドファンディングが行われている。
ほとんどのカードは、妨害と移動の二つの役割を持っている。ある武器を表すカードは、妨害としての敵のプレイヤーに対する攻撃を表すと同時に、移動としての武器の意味もある。ちなみに妨害しか表さない「弾丸」カードもある。このゲームの目的は、妨害として作用するカードの効果を除去し、弾丸を避けるための移動だけをできるようすることである。デッキビルディングカードゲームらしさを作るために、妨害カードを「集める」ということもできる。妨害カードをすべて除去しきれず、弾丸による攻撃が四回成功したらゲームは終了。ただしこのプロセスの中で行われなければならないことが他にいくつかある。このカードゲームは、一人ですることも複数人ですることもできる。

## 評価
ウェブデモンストレーションの大きな注目と人気のおかげで、Kickstarterでの資金調達は成功した。このゲームは、テーマ面では『マトリックス』や『マックスペイン』シリーズとよく比較され、雰囲気に関してはWired UKのPhilippa Warrから「クエンティン・タランティーノが作ったマッドメンのオープニング」とも評価されている。「自分が動けば時間も動く」というシステムは、シューティングゲームをストラテジーゲーム風にしたことから、「ファーストパーソン・シューティングゲーム版のBraid」とも呼ばれている。
完全版Superhotに対する評価は好評で、MetacriticにてXbox One版は81/100、PC版は82/100の評価をもらっている。Ars TechnicaのKyle Orlandは、短いがとても興奮するストーリーモードと、興味を続かせるチャレンジモードとエンドレスモードが良いとしている。EurogamerのChristian Donlanは、ゲームプレイとストーリーが、「意味深な部分を作り出す奇妙な惨劇」をうまく演出していると評価している。The VergeのChris Planteは、ストーリーも中々だが、赤い尻尾のように表示される弾道によって誰が撃ったかわかるなどの、よくあるファーストパーソン・シューティングゲームとは全く異なる部分が、Superhotを「オリジナリティに富んだ作品」にしたと告げている。ワシントン・ポストのChristopher Byrdは、「ゲームというものについての理解力を要求する」という意味で、このゲームを「魂のこもった芸術的ゲーム」と呼んでいる。
Superhotは2014年に行われたIndependent Games Festivalで名誉高いNuovo Awardを獲得した。完全版については2016年のSeumus McNally Grand PrizeとExcellence in Design awardsにノミネートされた。
『Clustertruck』という、プレイヤーが大量のトラックの上を乗り移っていくゲームの開発元であるLandfall Gamesは、2016年のエイプリルフールにSuper Truckというミニゲームを公開した。Superhotの時間デザインとアートスタイルを踏襲している。